# Sala Ovalada
La Sala Ovalada del Museu Teyler va ser la primera part del museu que va ser inaugurada el 1787. El 1779 la direcció de la Fundació Teyler va encarregar a Leendert Viervant la construcció de la Sala ovalada al jardí de l'antiga casa de Pieter Teyler. El Museu Teyler, amb la seva sala ovalada, va ser el primer museu obert al públic als Països Baixos. A aquesta sala hi havia una habitació per a una biblioteca i una altra per a mostrar experiments al públic. El generador electroestàtic sempre hauria funcionat a aquesta sala. El saló es caracteritza per la seva forma ovalada, la biblioteca a la segona planta i la vitrina central. En els seus primers anys, el moble central no era una vitrina, sinó una taula sobre la qual s'haurien fet els experiments. La taula central es trobava sobre uns rails que permetien desplaçar-la quan s'anava a engegar el generador electroestàtic. Els dibuixos i minerals de la col·lecció es guardaven en el moble central, i els instruments en les vitrines del primer pis.